# Springwater (Wisconsin)
Springwater es un pueblo (subdivisión administrativa equivalente a un municipio) ubicado en el condado de Waushara, Wisconsin, Estados Unidos. Según el censo de 2020, tiene una población de 1257 habitantes.

## Geografía
El municipio está ubicado en las coordenadas 44°11′59″N 89°11′49″O / 44.19972, -89.19694. Según la Oficina del Censo de los Estados Unidos, tiene una superficie total de 90.0 km², de la cual 86.6 km² corresponden a tierra firme y 3.4 km² son agua.

## Demografía
Según el censo de 2020, hay 1257 personas residiendo en la zona. La densidad de población es de 14.5 hab./km². El 95.47% de los habitantes son blancos, el 0.32% son afroamericanos, el 0.16% son amerindios, el 0.08% es asiático, el 0.64% son de otras razas y el 3.34% son de una mezcla de razas. Del total de la población, el 2.70% son hispanos o latinos de cualquier raza.